# Max Pohl

Max Pohl

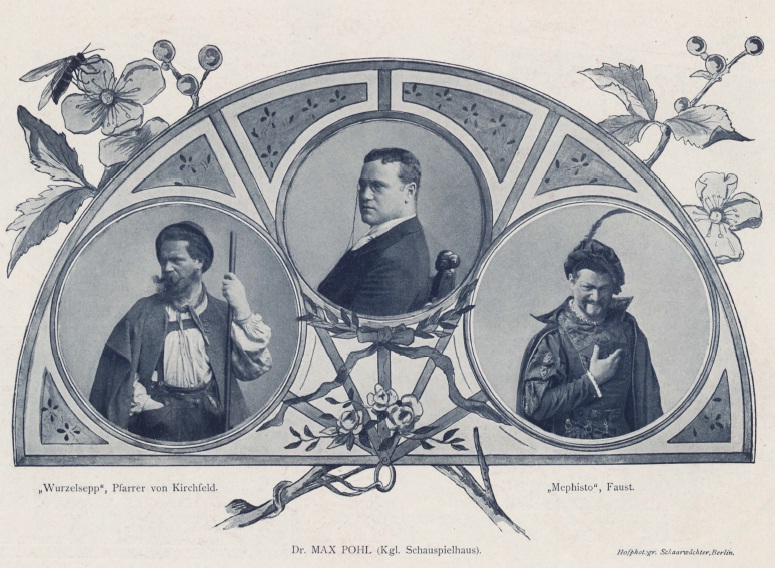
Max Pohl: Porträt und Rollenbilder als „Wurzelsepp“ und „Mephisto“, 1898. Foto von Hoffotograf Julius Cornelius Schaarwächter.

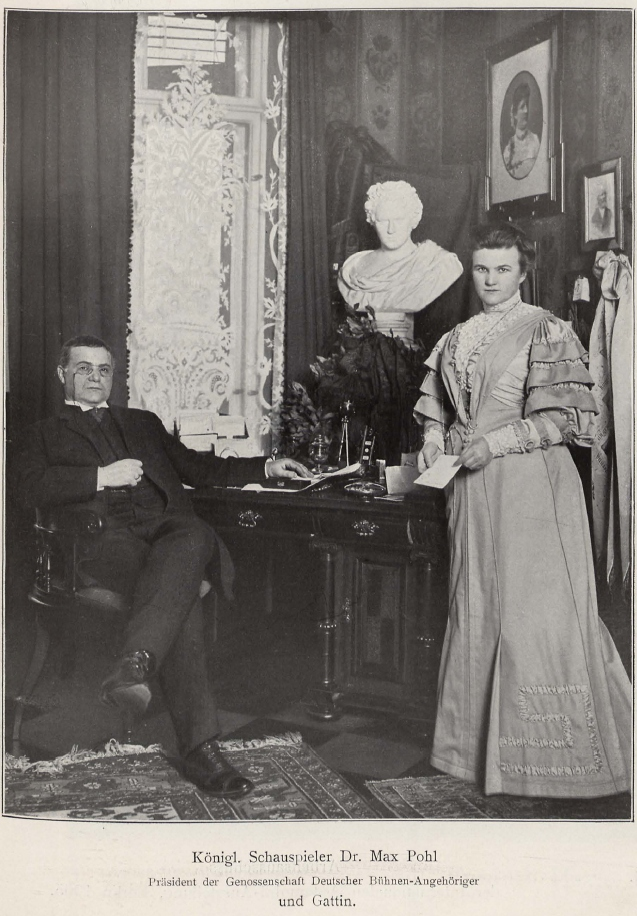
Max Pohl und Gattin, 1905. Foto von Zander & Labisch.

Max Pohl (* 10. Dezember 1855 in Nikolsburg, Mähren, Kaiserthum Österreich; † 7. April 1935 in Berlin, Deutschland) war ein österreichischer Schauspieler.

## Leben
Pohl hatte Jura studiert und in diesem Studienfach promoviert. In seiner Studienzeit trat der gebürtige Südmähre bereits zweimal in Studentenaufführungen auf, so 1876 als Spiegelberg in Die Räuber und im Jahr darauf als Geßler im Wilhelm Tell. Im Herbst 1878 gab Pohl seinen Einstand als Profischauspieler am Stadttheater des steirischen Marburg (heute Sloweniens Maribor). 1879 wechselte Pohl nach Leipzig, 1882 nach Hamburg und im Jahr darauf an das Deutsche Theater in Moskau.
In der Folgezeit spielte Max Pohl eine Reihe von klassischen Charakterrollen, so beispielsweise den Mephisto, den Shylock, den Falstaff, den Richter von Zalamea, den König Lear und Nathan den Weisen, vor allem am Deutschen Theater und dem Königlichen Schauspielhaus in Berlin, wo er seit 1884 mehrere Engagements erhalten hatte. Pohl trat aber auch immer wieder in Volksstücken auf, vor allem in Aufführungen nach Vorlagen von Ludwig Anzengruber. Dort sah man ihn regelmäßig in Rollen kauziger, eigenwilliger Greise.
In der Weimarer Republik fand der betagte Künstler auch Beschäftigung in einer Reihe von Kinofilmen. Sein letzter Auftritt vor der Kamera war der alte Karamasoff in Fedor Ozeps Verfilmung Der Mörder Dimitri Karamasoff. Es sollte der einzige Tonfilm Pohls bleiben. Max Pohl war auch im Verbandswesen aktiv, so stand er von 1901 bis 1908 als Präsident der Genossenschaft Deutscher Bühnen-Angehöriger vor.
Max Pohl wurde auf dem Friedhof Schöneberg II in Berlin beigesetzt.

## Filmografie
- 1920: Die Marchesa d’Armiani
- 1920: Das große Licht
- 1920: Dieb und Weib
- 1921: Das zweite Leben
- 1921: Die Furcht vor dem Weibe
- 1922: Lucrezia Borgia
- 1922: Monna Vanna
- 1923: Der Mensch am Wege
- 1923: Die Magyarenfürstin
- 1923: Das unbekannte Morgen
- 1924: Lebende Buddhas
- 1924: Die Radio-Heirat
- 1927: Stolzenfels am Rhein
- 1928: Königin Luise, 2. Teil
- 1931: Der Mörder Dimitri Karamasoff